# Elezioni parlamentari in Uzbekistan del 2024
Le elezioni parlamentari in Uzbekistan del 2024 si sono tenute il 27 ottobre per il rinnovo della Camera Legislativa, la camera bassa dell’Oliy Majlis, il parlamento del paese.
Esse, svoltesi in un clima politico ed istituzionale di multipartitismo vincolato e pilotato di facciata e di generale opacità, hanno visto la riconferma, senza troppi problemi, del Partito Liberale Democratico dell'Uzbekistan (OʻzLiDeP), vicino all’amministrazione presidenziale, che, coadiuvato dal suo alleato Partito Democratico dell'Uzbekistan «Ricostruzione Nazionale» (OʻzMTDP) e dal beneplacito coatto degli altri partiti politici, ha così ben potuto mantenere, abbastanza agilmente, il proprio controllo sull’assemblea.

## Sistema elettorale
Per l’elezione della Camera legislativa, l’unica delle due camere dell’Oliy Majlis ad essere eletta direttamente, la legge elettorale uzbeka prevede l’applicazione di un sistema elettorale misto parallelo. In tal senso, dei 150 membri a cui è giunta, a questa tornata, la camera:
- La metà (75 seggi) è eletta tramite il sistema maggioritario secco in altrettante collegi uninominali;
- La restante metà (75 seggi) è invece eletta tramite il sistema proporzionale a lista chiusa di partito all’interno di un collegio unico nazionale, corretto da una soglia di sbarramento al 7%. In seguito, per questo tipo di elezione, le preferenze sono tradotte in seggi secondo il metodo del quoziente e dei più alti resti (quoziente di Hare).

Peculiarità del sistema, poi, è la necessità di un quorum minimo di partecipazione al voto per rendere la tornata valida pari ad 1/3 degli elettori idonei: qualora non si manifesti l’elezione sarà considerata non valida e dovrà essere ripetuta per intero, mentre qualora nessun partito politico superi la soglia di sbarramento per i seggi proporzionali, solo questa tipologia di elezione dovrà essere ripetuta. 
Degna di nota, infine, è altresì la previsione di una quota di genere per le donne, secondo cui, per legge, almeno il 40% dei candidati deve essere di sesso femminile.

## Risultati
| Liste                                                                   | Riepilogo nazionale | Riepilogo nazionale | Riepilogo nazionale | Collegi uninominali | Totale seggi |
| Liste                                                                   | Voti                | %                   | Seggi               | Seggi               | Totale       |
| ----------------------------------------------------------------------- | ------------------- | ------------------- | ------------------- | ------------------- | ------------ |
| Partito Liberale Democratico dell'Uzbekistan (OʻzLiDeP)                 | 5.194.041           | 34,75               | 26                  | 38                  | 64           |
| Partito Democratico dell'Uzbekistan «Ricostruzione Nazionale» (OʻzMTDP) | 2.812.493           | 18,82               | 14                  | 15                  | 29           |
| Partito Democratico Popolare dell'Uzbekistan (OʻzXDP)                   | 2.558.016           | 17,11               | 13                  | 7                   | 20           |
| Partito Socialdemocratico della Giustizia (ADOLAT)                      | 2.420.857           | 16,20               | 12                  | 9                   | 21           |
| Partito Ecologista dell'Uzbekistan (O'EP)                               | 1.960.764           | 13,12               | 10                  | 6                   | 16           |
| Totale                                                                  | 14.946.171          | 100                 | 75                  | 75                  | 150          |
| Voti non validi                                                         | 81.358              | 0,54                |                     |                     |              |
| Votanti                                                                 | 15.027.529          | 75,35               |                     |                     |              |
| Elettori                                                                | 19.944.859          |                     |                     |                     |              |